# Nyssa sylvatica
Nyssa sylvatica,  de nombre común «tupelo», es una especie de árbol de tamaño mediano y perteneciente a la familia Cornaceae. Es originaria de Norteamérica. 

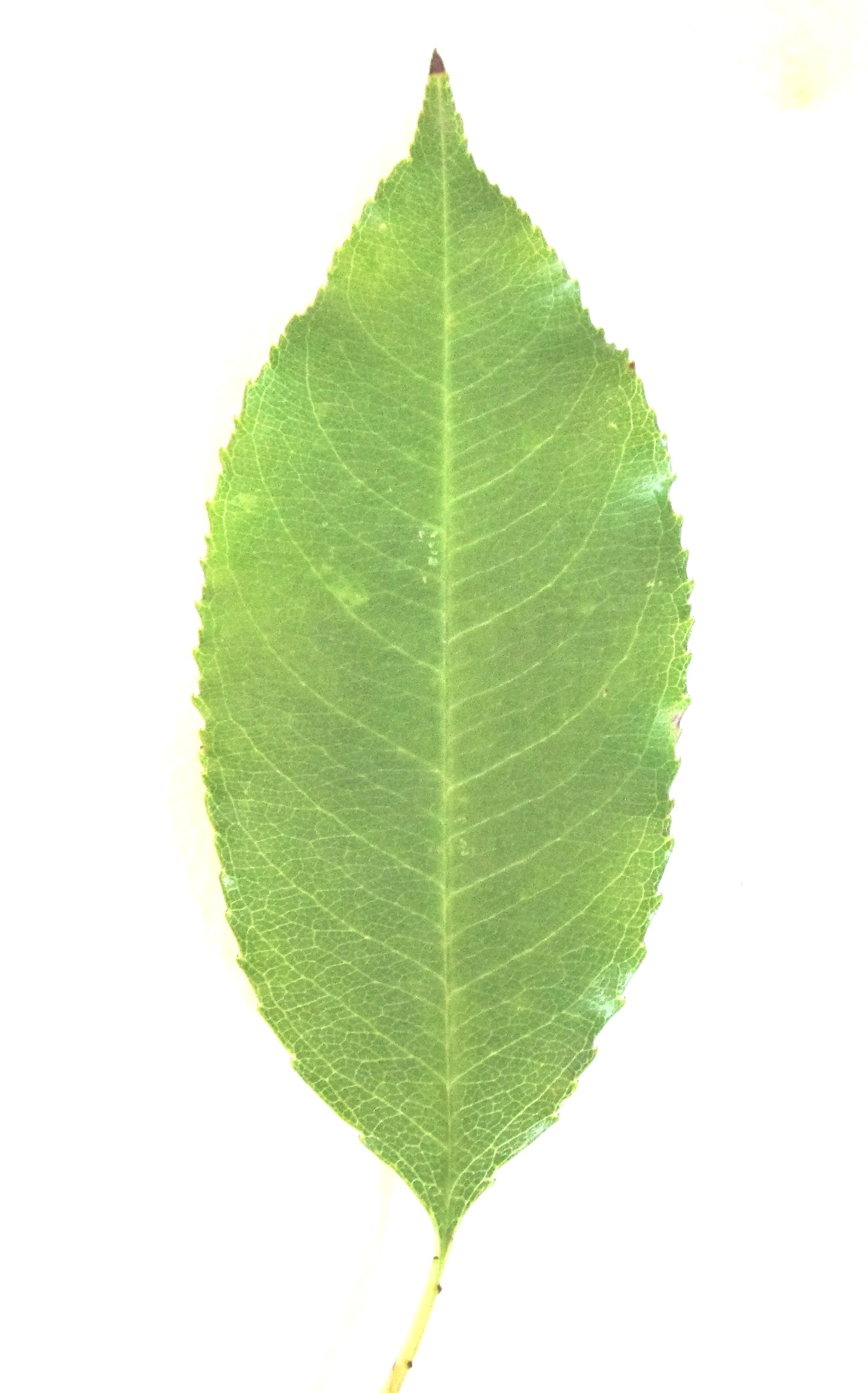
Detalle de la hoja

## Descripción
Son árboles que alcanzan un tamaño de 20–25 metros, raramente hasta 35 metros, de altura; con ramas delgadas, extendidas, casi péndulas, los vástagos jóvenes generalmente pelosos tornándose glabrescentes; pérula por lo general densamente vellosa. Hojas con la lámina (2-)4.5-10(-11.8) × 1.8-6 cm, lanceolada, elíptica u ovada, las nervaduras en el haz vellosas cuando jóvenes, la lámina en el haz esparcidamente vellosa, cambiando a casi glabra, densamente vellosa en el envés cuando joven, tornándose esparcidamente vellosa, la base generalmente cuneada, a veces truncada, los márgenes generalmente enteros, en ocasiones remotamente dentados, a veces ciliados cuando jóvenes, el ápice más o menos acuminado; pecíolos (7-)10-23 mm, pelosos cuando jóvenes, posteriormente esparcidos. Flores amarillo-verdosas. Flores estaminadas en racimos con 5-12 flores; pedúnculos 2- 3.5 cm, delgados, vellosos; pedicelos 2-4 mm, a veces con brácteas diminutas; lobos del cáliz ausentes; pétalos 5, 5-10 mm, ovados; estambres 8-15, los filamentos c. 0.5 mm, las anteras c. 1 mm, basifijas. Inflorescencias pistiladas con 2-4 flores, casi umbeladas; pedúnculos 1-6 cm, delgados, esparcidamente vellosos, alargándose en el fruto, tornándose 3-6 cm; flores bracteadas, casi sésiles, las brácteas c. 0.5 mm, vellosas; pétalos hasta 1.3 mm; estilo 1.5-3 mm, recurvado; estigma sobre la superficie superior; ovario 2-3 mm, glabro, casi cilíndrico. Fruto 0.8-1.3 cm, ovoide o elipsoide, rojo, azul-negro, o púrpura oscuro; endocarpo 8-11 mm, ovoide, ligeramente comprimido, longitudinalmente acostillado. Tiene un número de cromosomas de n=44.

## Distribución y hábitat
Se encuentra en los bosques húmedos con Pinus, Quercus y Liquidambar. a una altitud de 1000-2500 metros, en el sur de Canadá, C. y E. Estados Unidos, México y Mesoamérica.

## Taxonomía
Nyssa sylvatica fue descrita por Humphrey Marshall y publicado en Arbustrum Americanum 97–98. 1785.
Etimología
Nyssa: nombre genérico derivado del griego ninfa de agua;
sylvatica: epíteto latino que significa "que crece en los bosques".
Sinonimia:
var. biflora (Walter) Sarg.
- Nyssa biflora Walter

var. sylvatica
- Nyssa canadensis Poir.
- Nyssa caroliniana Poir.
- Nyssa ciliata Raf.
- Nyssa integrifolia Aiton
- Nyssa multiflora Elliott
- Nyssa multiflora Wangenh.
- Nyssa villosa Michx.

var. ursina (Small) J.Wen & Stuessy
- Nyssa ursina Small[5]